# An Lushan-upproret
An Lushan-upproret, även kallat An Shi-upproret (安史之乱, 安史之亂, Ān Shǐ Zhī Luàn) var ett uppror (krig) i Kina under Tangdynastin som ägde rum mellan år 755 och 763. Det är också känt som Tianbao-upproret (天寶之亂) eftersom An Lushan startade upproret under Tiabao-eran. Den registrerade befolkningen minskade under upproret med 33-36 miljoner. Hur många av dessa som dog på grund av upproret är dock oklart.